# مایکل دویل
مایکل دویل (انگلیسی: Michael W. Doyle; ۱ ژانویهٔ ۱۹۴۸ –) پژوهشگر و استاد دانشگاه روابط بین‌الملل اهل ایالات متحده آمریکا است. او برای نظریه‌پردازی در زمینهٔ نظریهٔ صلح دموکراتیک با الهام از نوشته‌های ایمانوئل کانت شناخته می‌شود.
دویل در مقالهٔ خود در سال ۱۹۸۳ با عنوان «کانت، میراث‌های لیبرال و سیاست خارجی» با الهام از دیدگاه‌های ایمانوئل کانت به مسائل متعددی از جمله بین‌الملل‌گرایی لیبرال می‌پردازد.
وی همچنین برندهٔ جوایزی همچون کمک‌هزینه گوگنهایم شده است.